# Tomasz Cywka
Tomasz Wojciech Cywka (ur. 27 czerwca 1988 w Gliwicach) – polski piłkarz, występujący na pozycji pomocnika lub obrońcy w polskim klubie Polonia Środa Wielkopolska. Reprezentant Polski w drużynach młodzieżowych, uczestnik mistrzostw świata U-20 2007 oraz mistrzostw Europy U-19 2006.

## Kariera klubowa

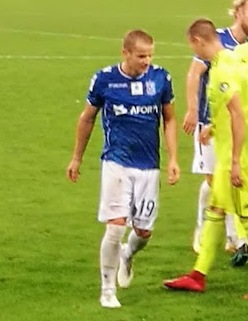
Cywka w barwach Lecha Poznań (2018)

Jest wychowankiem Naprzodu Wieszowa, później grał w Polonii Bytom, Zantce Chorzów i w Gwarku Zabrze. Na początku sezonu 2006/07 przeniósł się do angielskiego Wigan Athletic, gdzie grał do marca 2010 (z krótką przerwą na występy w Oldham Athletic). 25 marca 2010 został wypożyczony do końca sezonu do Derby County, a w maju formalnie przeszedł do tego zespołu.
3 czerwca 2015 podpisał trzyletni kontrakt z Wisłą Kraków. Kontrakt ten nie został przedłużony. Jeszcze przed jego wygaśnięciem podano informację, iż Cywka zostanie zawodnikiem poznańskiego Lecha. Wiadomość tę potwierdziły serwisy sportowe w maju 2018. W Poznaniu prześladowały go kontuzje i nie grał wiele. Latem 2020 opuścił Lecha Poznań i został piłkarzem Chrobrego Głogów.

## Kariera reprezentacyjna
Cywka uczestniczył w mistrzostwach Europy U-19 2006 oraz mistrzostwach świata U-20 2007.

## Statystyki klubowe

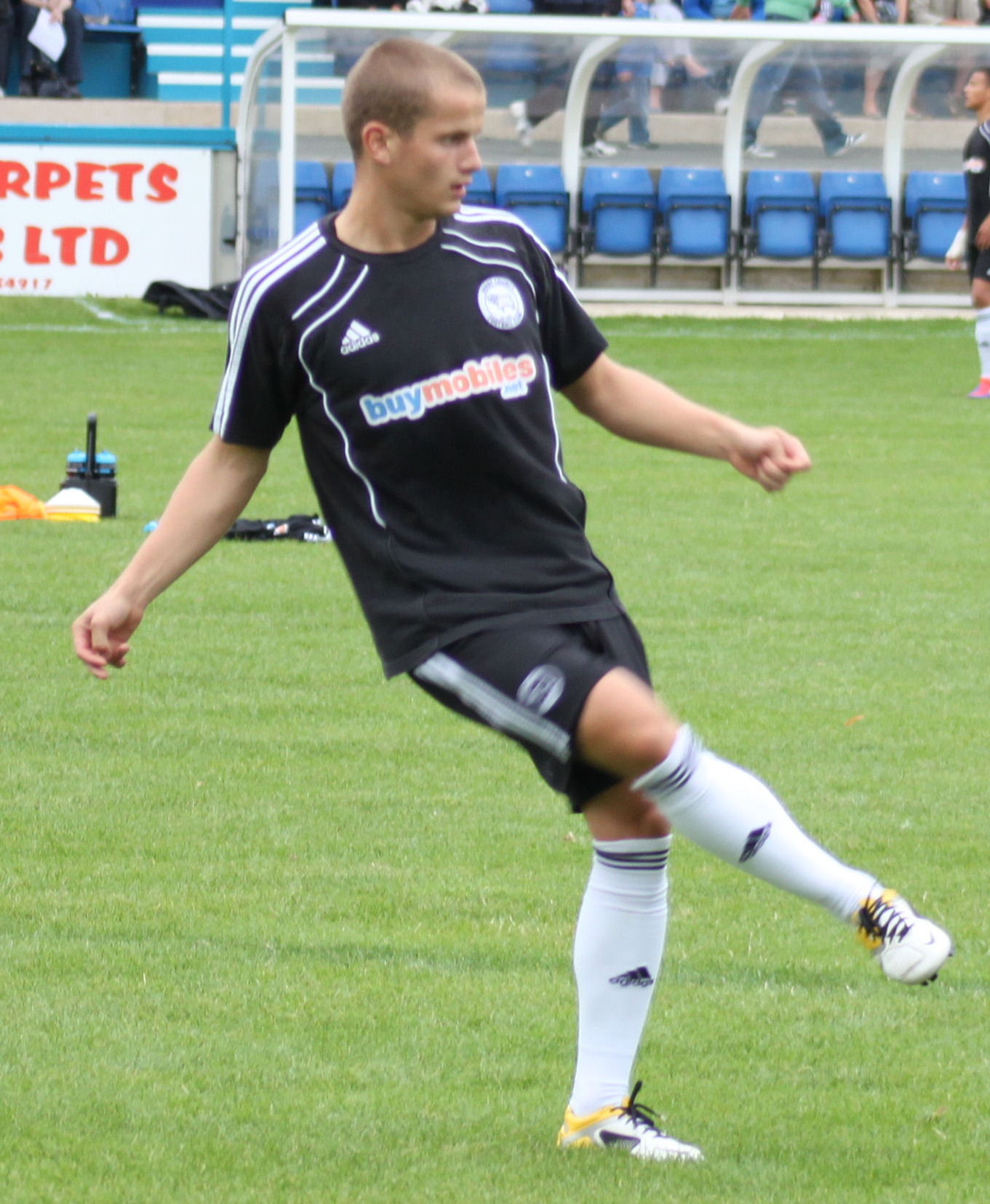
Tomasz Cywka jako zawodnik Derby County.

(aktualne na dzień 16 września 2018)
| Klub                   | Sezon              | Liga               | Liga | Liga | Puchar kraju | Puchar kraju | Puchar ligi | Puchar ligi | Europa | Europa | Suma | Suma |
| Klub                   | Sezon              | Liga               | M    | B    | M            | B            | M           | B           | M      | B      | M    | B    |
| ---------------------- | ------------------ | ------------------ | ---- | ---- | ------------ | ------------ | ----------- | ----------- | ------ | ------ | ---- | ---- |
| Wigan Athletic         | 2006/07            | Premier League     | –    | –    | –            | –            | 1           | 0           | –      | –      | 1    | 0    |
| Wigan Athletic         | 2007/08            | Premier League     | –    | –    | –            | –            | –           | –           | –      | –      | 0    | 0    |
| Wigan Athletic         | 2008/09            | Premier League     | –    | –    | 1            | 0            | –           | –           | –      | –      | 1    | 0    |
| Wigan Athletic         | 2009/10            | Premier League     | –    | –    | –            | –            | –           | –           | –      | –      | 0    | 0    |
| Wigan Athletic         | Ogólnie            | Ogólnie            | 0    | 0    | 1            | 0            | 1           | 0           | 0      | 0      | 2    | 0    |
| Oldham Athletic (wyp.) | 2006/07            | League One         | 1    | 0    | –            | –            | –           | –           | –      | –      | 1    | 0    |
| Derby County (wyp.)    | 2009/10            | Championship       | 5    | 0    | –            | –            | –           | –           | –      | –      | 5    | 0    |
| Derby County           | 2010/11            | Championship       | 31   | 4    | 1            | 0            | 1           | 0           | –      | –      | 33   | 4    |
| Derby County           | 2011/12            | Championship       | 8    | 1    | –            | –            | 1           | 0           | –      | –      | 9    | 1    |
| Derby County           | Ogólnie            | Ogólnie            | 39   | 5    | 1            | 0            | 2           | 0           | 0      | 0      | 42   | 5    |
| Reading                | 2011/12            | Championship       | 4    | 0    | –            | –            | –           | –           | –      | –      | 4    | 0    |
| Barnsley               | 2012/13            | Championship       | 29   | 5    | 2            | 0            | 2           | 0           | –      | –      | 33   | 5    |
| Barnsley               | 2013/14            | Championship       | 30   | 4    | 1            | 0            | 2           | 0           | –      | –      | 33   | 4    |
| Barnsley               | Ogólnie            | Ogólnie            | 59   | 9    | 3            | 0            | 4           | 0           | 0      | 0      | 66   | 9    |
| Blackpool              | 2014/15            | Championship       | 6    | 1    | –            | –            | 1           | 0           | –      | –      | 7    | 1    |
| Rochdale (wyp.)        | 2014/15            | League One         | 3    | 0    | 2            | 0            | –           | –           | –      | –      | 5    | 0    |
| Wisła Kraków           | 2015/16            | Ekstraklasa        | 27   | 0    | 1            | 0            | –           | –           | –      | –      | 28   | 0    |
| Wisła Kraków           | 2016/17            | Ekstraklasa        | 25   | 0    | 3            | 0            | –           | –           | –      | –      | 28   | 0    |
| Wisła Kraków           | 2017/18            | Ekstraklasa        | 27   | 0    | 2            | 0            | –           | –           | –      | –      | 29   | 0    |
| Wisła Kraków           | Ogólnie            | Ogólnie            | 79   | 0    | 6            | 0            | 0           | 0           | 0      | 0      | 85   | 0    |
| Lech Poznań            | 2018/19            | Ekstraklasa        | 7    | 1    | 0            | 0            | –           | –           | 6      | 1      | 13   | 2    |
| Ogólnie w karierze     | Ogólnie w karierze | Ogólnie w karierze | 193  | 16   | 13           | 0            | 8           | 0           | 6      | 1      | 220  | 17   |